# Candesartan
El candesartan és un fàrmac antihipertensiu que pertany a la família dels antagonistes del receptor de l'angiotensina II.

## Química i farmacologia
Candesartan es comercialitza amb el nom candesartan cilexetil. El candesartan cilexetil es metabolitza completament per esterases a la paret intestinal durant l'absorció del fàrmac.
Es troba entre els 50 fàrmacs més prescrits a l'estat espanyol en atenció primària de salut, segons la DDD (dosi diària definida).
L'ús d'un profàrmac del fàrmac augmenta la seva biodisponibilitat. Malgrat això, la biodisponibilitat absoluta és relativament baixa, estimada entre el 15% (per a comprimits) i 40% (per a la solució). La seva concentració inhibidora mitjana és de 15 mg/kg.

## Indicacions
- Tractament de la hipertensió arterial.
- Tractament de la insuficiència cardíaca amb disfunció sistòlica ventricular esquerra (fracció d'ejecció ventricular esquerra {\displaystyle \leq } 40%) en combinació amb inhibidors de l'enzim de l'angiotensina (IECA) o en cas d'intolerància als inhibidors de l'IECA.[2]